# Erythrina gibbosa
Erythrina gibbosa är en ärtväxtart som beskrevs av Georg Cufodontis. Erythrina gibbosa ingår i släktet Erythrina och familjen ärtväxter. Inga underarter finns listade i Catalogue of Life.